# گروتکووو
گروتکووو (به لهستانی:  Grotkowo) یک روستا در لهستان است که در گمینا نگخانووو واقع شده‌است.